# Грозде
Грозде се наричат плодовете на растенията от рода Vitis, известни на български като лози.
От ботаническа гледна точка гроздето се причислява към плодовете тип ягода. В световен мащаб около 80 000 km2 от земеделските площи са отделени за отглеждането на лози и продукцията на грозде. Гроздето се консумира в суров вид, сушено – като стафиди, преработено – под формата на напитки (вино, шира и пр.), желета и конфитюри, но голяма част от световното производство на грозде (около 70%) се използва за направата на вино.

## История
| Червено грозде |  | Бяло грозде |
| Червено грозде |  | Бяло грозде |

Отглеждането на културно грозде започва преди около 6000 – 8000 години в Близкия изток. Дрождите – първите „опитомени“ микроорганизми, срещащи се естествено в ципата на гроздето, водят до революция в напитките и откриването на виното.
Първите следи от вино водят към древна Грузия, където е открита и най-старата винена изба в света, датирана около 8000 г. Смята се, че тук за първи път се появяват културните форми на лозата, които по-късно се пренасят през Мала Азия в Европа и от там се разпространяват в Америка и Австралия. За древните корени на винарството в Грузия говорят множеството археологически находки, намирани при разкопките на съществувалите преди 6000 – 8000 години селища. През дългата история на Грузия лозата е тясно свързана с духовната култура на народа. Тя е в ролята на сакрален символ през 4 век, когато просветителката на Грузия, светата Нино, покръства владетеля на страната с кръст от лозови клони, завързани с косите ѝ – оттогава православното християнство е официална държавна религия, при нейните църковни ритуали виното е естествен елемент.
Древноегипетски йероглифи свидетелстват за производството на червено вино, а има и писмени сведения, че древните гърци, финикийците и древните римляни са използвали гроздето както за производство на вино, така и за храна. По-късно гроздето се пренася от Близкия изток в Европа, Северна Африка и Северна Америка.
Местни видове с червени плодове от рода Vitis са растели в диво състояние в Северна Америка и са били част от храната на местните индиански племена. Европейските нашественици обаче смятат, че тези естествени за Северна Америка сортове не са подходящи за производство на вино. В Северна и Южна Америка, както и в Австралия, гроздовите сортове, използвани за производството на вино, са известни като сортове от Новия свят. Сортовете от Стария свят се използват за направата на вино в европейските страни Франция, Испания, Италия, Португалия, Гърция и други страни, включително България.

## Характеристики
Гроздето се характеризира със сферични или овални плодове, растящи на купчини, наречени гроздове, обединяващи от 15 до 300 зърна (индивидуални плодчета). Цветът на плодовете е с разнообразен оттенък от светлозелено, жълто, кехлибарено, розово, червено, синьо, до тъмновиолетово и дори черно. За разлика от някои цитрусови плодове зреенето на гроздето не се стимулира от етилен. Когато плодовете узреят в тях, се открива високо съдържание на захари.
От началото на XIX век лечението с грозде и гроздов сок е известно като ампелотерапия. Благодарение на достъпността му и широкото му разпространение, гроздето от древността е използвано като храна, лекарство, лек за отмора и суровина за вино.
Съдържанието на захари е много по-голямо, отколкото при другите плодове – над 25%. Захарите в гроздето – глюкоза и фруктоза, навлизат лесно в кръвообращението и се усвояват бързо от организма.
Гроздето е богато и на витамини – C, B и провитамин A, които укрепват нервната система, стените на кръвоносните съдове, костите, ноктите и имат благотворно влияние за зрението. Наличието на много калий подкрепя сърдечния мускул, отделя излишните течности, затова гроздето и сокът му се препоръчват при високо кръвно налягане, прекарани инфаркти, атеросклероза, артрити, подагра, камъни в бъбреците или в жлъчката. Магнезият, калцият, фосфорът, желязото, помагат за лечение на рахит, за изграждане на младите кости и зъби, предпазват от анемия. Багрилните вещества в гроздето имат съдоразширяващ ефект, което предпазва от инфаркт.

## Лози и сортове
| Разпространени сортове | Приложение       | Сортове |
| ---------------------- | ---------------- | ------- |
| Винено грозде на лоза  |                  |         |
| Десертни               | Болгар           |         |
| Десертни               | Кардинал         |         |
| Винени                 | Каберне          |         |
| Винени                 | Шевка            |         |
| Винени                 | Димят            |         |
| Винени                 | Памид            |         |
| Винени                 | Мавруд           |         |
| Винени                 | Каберне Фран     |         |
| Винени                 | Мерло            |         |
| Винени                 | Каберне Совиньон |         |
| Винени                 | Червен отел      |         |
| Винени                 | Бял отел         |         |
| Винени                 | Мискет           |         |

По-голяма част от гроздето се произвежда от култивираните сортове на Vitis vinifera – европейска лоза, местен вид за Средиземноморието и Централна Азия. Малка част от плодовете и виното се произвеждат от американски и азиатски видове като:
- Vitis labrusca – северноамериканско десертно грозде, използва се и за направата на сокове и по-рядко за вино, местен вид за САЩ и Канада;
- Vitis riparia – диво северноамериканско грозде рядко се използва, предимно за конфитюр, местен вид за североизточната част на САЩ и Квебек (Канада);
- Vitis rotundifolia – стафидено грозде, ползва се и за сладка и вино, произхожда от южната част на САЩ;
- Vitis amurensis – най-разпространения азиатски вид.

Гроздовите сортове се поделят на десертни и винени според основния им начин на консумация – десертните за ядене, а винените за производство на вино. Въпреки че повечето от тях принадлежат към един и същи биологичен вид (Vitis vinifera), десертните и винените сортове се отличават значително, като тези различия са постигнати във времето чрез селекция.
Културната лоза, отглеждана в основните производители на грозде в света се отличава от своите прародители. Дивата лоза представлява вид лиана, която се захваща за околните дървета и се стреми да достигне огряваните от слънцето места. На лозата отглеждана за стопански цели се придават различни форми в зависимост от необходимостта. Тя може да бъде нисък или висок храст или асма. Това е многогодишно растение, което може да вирее 40 – 60 и повече години. В миналото отглеждането на лозите се извършвало и върху живи дървета поради необходимостта от максимално количество светлина върху тях. При съвременни условия това се постига със специални конструкции (перголи), начини на поддържане на нискостеблена конструкция и рязане, използване на наклонени терени особено на южните склонове и други.

## Разпространение
По данни на Организацията по прехрана и земеделие (ФАО) 75 866 квадратни километра от земната повърхност се използват за отглеждането на грозде. Приблизително 71% от световната продукция на грозде се използва за направата на вино, 27% – за консумация в прясно състояние и 2% като стафиди. Част от произведеното грозде отива и за производството на натурални сокове. Площта, заета от лозя, се увеличава с около 2% годишно.
| Топ 11 отглеждащи лозя за вино: | Топ 11 отглеждащи лозя за вино: |
| Държава                         | Лозя (площ)                     |
| ------------------------------- | ------------------------------- |
| Испания                         | 11 750 km2                      |
| Франция                         | 8640 km2                        |
| Италия                          | 8270 km2                        |
| Турция                          | 8120 km2                        |
| САЩ                             | 4150 km2                        |
| Иран                            | 2860 km2                        |
| Румъния                         | 2480 km2                        |
| Португалия                      | 2160 km2                        |
| Аржентина                       | 2080 km2                        |
| Чили                            | 1840 km2                        |
| Австралия                       | 1642 km2                        |

| Топ 10 винопроизводители (октомври 2009) | Топ 10 винопроизводители (октомври 2009) |
| Държава                                  | Продукция (тонове)                       |
| ---------------------------------------- | ---------------------------------------- |
| Италия                                   | 8 519 418                                |
| Китай                                    | 6 787 081                                |
| САЩ                                      | 6 384 090                                |
| Франция                                  | 6 044 900                                |
| Испания                                  | 5 995 300                                |
| Турция                                   | 3 612 781                                |
| Иран                                     | 3 000 000                                |
| Аржентина                                | 2 900 000                                |
| Чили                                     | 2 350 000                                |
| Индия                                    | 1 667 700                                |
| Общо за света                            | 67 221 000                               |

Няма официална статистика относно количествата отглеждани сортове. Според оценки най-широко отглежданият сорт е Султанина, известен и като Томпсън (безсемково), с поне 3600 km2. Вторият най-разпространен сорт е Аирен. Други особено популярни сортове са Каберне Совиньон, Совиньон Блан, Каберне Фран, Мерло, Гранаш, Темпранийо, Ризлинг и Шардоне.

### Отглеждане в България
Още преди 5000 години на територията на днешните български земи започва да се прави вино. Началото на лозарството и винарството се поставя от траките, които се считани за едни от най-добрите винари през Античността. Тези региони все още имат едни от най-силните традиции в създаването на божествената напитка. Сред най-почитаните от траките божества е богът на виното Дионис.
В миналото в България гроздето е основна култура с голямо стопанско значение. През 1966 г. България е шестият най-голям износител на вино в света. Съгласно данните на Организацията по прехрана и земеделие (Food And Agricultural Organization of United Nations) например през 1981 година в България има 169 366 хектара (1693660 декара) лозови насаждения с произведени 1126246 тона грозде. През 2017 година това са съответно 63 952 хектара и 201 500 тона грозде. По този начин България от износител на грозде се превръща във вносител, което според икономисти от БАН се дължи на неправилна държавна политика. 83% от произвежданото в страната грозде се използва за производство на вино, 5% – за пряка консумация, а останалото – за производство на други продукти.
На няколко места в България са разработват различни нови сортове десертни или винени сортове грозде. Така например в Института по лозарство и винарство – гр. Плевен са разработени редица български сортове. Български сортове грозде са например: Брестовица (сорт грозде), Ахелой (сорт грозде), Букет (сорт грозде), Велика (сорт грозде), Гергана (сорт грозде), Дружба (сорт грозде), Дунавска гъмза, Евмолпия (сорт грозде), Камчия (сорт грозде), Кукленски мавруд, Мелнишки рубин, Мискет варненски, Орфей (сорт грозде), Плевен (сорт грозде), Плевенски колорит, Пловдивска малага, Супер ран Болгар, Хеброс (сорт грозде), Мискет русенски, Черноморски брилянт и други.
Големите традиции, които има в България по отношение на производството на грозде и вино се отразяват в празнуването на Трифон Зарезан, който представлява професионален празник за хората от бранша, но се празнува и от много любители на гроздето и винопроизводството.

## Използване
Отглежданите култивирани сортове грозде се разделят условно на два вида: десертни и винени сортове. Десертното грозде се използва за консумация в суров вид или с малка допълнителна обработка. Винените сортове се използват основно за производство на вино и производните му. Култивираните сортове на десертно грозде са обикновено с големи, често безсемкови зърна с относително тънка кожа. Винените сортове са обикновено с по-малки зърна с по-дебела кожа и в зависимост от избраните характеристики на произвежданото вино с различен по-силен или по-слаб аромат. Гроздето за производство на вино трябва да бъде по-сладко с около 24 % захарност – за сравнение при търговските 100% натурални гроздови сокове захарите съставляват не повече от 15% от масата на сока. Освен консумацията в суров вид и вино, има и други продукти с по-малко стопанско значение.

### Директна консумация
Обикновено за директна консумация се използват десертните сортове грозде. Световното производство на десертно грозде през 2014 година е около 27 милиона тона. От това производство половината идва от Китай, Индия и Турция. Наредбите в ЕС с изискванията към десертните сортове грозде са различни спрямо тези към винените сортове. Освен изискванията към вкусовите качества, от 1 август 2000 година в ЕС е направена промяна в регулациите за производството и качеството на десертни сортове грозде.. Освен това за лозовите насаждения с десертното грозде не е необходимо да се спазват регулациите, които ограничават и строго определят правилата за лозови насаждения с винените сортове грозде и производството на вино съгласно наредба на ЕС 79/2008. За десертните сортове важат нормалните правила за отглеждане на плодове, като например ябълки, круши или череши. Има ограничения при създаването на нови лозови насаждения, които са класифицирани като винени сортове.
Поради това че гроздето е нежен плод, има ограничено време за бране, транспорт и съхранение. Още при брането трябва да се почисти от повредените и развалени зърна. Гроздето може се съхранява в домашни условия на суха или на свежа чепка. При суха чепка трябва да се нарежда в щайги на един ред, като чепките не се допират една до друга. При свежа чепка гроздето се отрязва заедно част от пръчката (без листата) и единия край на пръчката се потапя във вода. В помещението трябва да се поддържа температура от 0 до 6 °C и влажност 70% до 80% и то да е добре проветрявано.
Освен директна консумация може да се правят различни домашни продукти като рачел, петмез и грозденица.

### Вино
В зависимост от използваното грозде за производство и технологията на производство вината най-общо се делят на:
- Бели вина
- Червени вина
- Розови вина
- Оранжеви вина

В зависимост от съдържанието на захари и алкохол в тях, всяка от горните групи се дели на следните подвидове:
- Сухи вина;
- Полусухи вина;
- Полусладки (полудесертни) вина;
- Десертни вина.

Съществуват и две други групи специални вина:
- Пенливи вина, в т.ч.:
  - Шампан – отнася се само за виното, произведено в района на Шампан (Франция);
  - естествено пенливи вина – отнася се за вината, произведени в други райони, но по същата технология;
  - газирани вина – произведени чрез изкуствено добавен въглероден диоксид.
- Подсилени с алкохол вина с цел преустановяване на ферментацията или по други причини, в т.ч.:
  - Мадейра;
  - Малага – с произход района на Малага (Испания), произведено с участие на стафиди;
  - Порто – вино, произведено в района на Вила Нова де Гая (Португалия), при което ферментацията се преустановява когато алкохолното съдържание достигне 8%, след което се добавя спирт за постигане на 20% алкохолно съдържание;
  - Шери – вино, което се произвежда в района на Андалусия (Испания) с алкохолно съдържание 16 – 20%.
  - Вермут – вино с повишено съдържание на алкохол, подходящо за аперитиви; произвежда се първоначално във Франция, а сега – във всички страни, производители на вина.

През 1978 г. в България е приет закон за виното, целта на който е да се подобри качеството на произвежданото вино. Прието е производството на качествените вина да бъде с деклариран географски произход или по-високата степен: вина с контролирано наименование за произход.
- Специални вина:
  - Благородно сладко вино е десертно вино, получено от най-малко 85 на сто добре узряло завехнало грозде или нападнато от благородната плесен Botrytis Cinerea, с начално минимално естествено захарно съдържание на гроздовата мъст – 212 грама на литър. Естественото алкохолно съдържание на благородно сладките вина не може да бъде по-малко от 12 обемни процента.
  - Ледено вино: леденото вино се прави по уникален начин. Гроздето се оставя необрано на лозите, понякога в продължение на месеци. С настъпването на зимния сезон температурите спадат и в зърната на гроздето се образуват ледени кристали, които на практика го обезводняват и оставят единствено концентрираните захари и киселини. Едно често използвано за целта грозде е Видал Блан.
  - Стафидено вино
  - Ботритизирано вино: Такива вина се правят, когато гроздето е подложено на влиянието на т.нар. „благородна плесен“ (Botrytis Cinerea), благодарение на която гроздовите зърна се свиват (стафидират), водното им съдържание намалява и се увеличава количеството на захарите и ароматните компоненти. Едни от най-известните вина са токайските вина

### Алкохолни напитки, получени чрез дестилиране
Виненото бренди се прави чрез дестилация на ферментирал гроздов сок. Има няколко известни разновидности на винено бренди: коняк, арманяк, бренди и др.
Бренди от джибри се прави от гроздови джибри, които остават след отделянето на винения сок. От този тип бренди са италианската грапа, балканската ракия и грузинската чача.

### Оцет
Заедно с производството но вино в миналото се произвежда и оцет. Той е бил използван разреден за получаването на разхладителни напитки. Използва се за лечение, дезинфекция и други. Произвежда се от червено грозде (червено вино), бяло грозде (бяло вино), както и от сварен гроздов сок, както се произвежда оцет балсамико.

### Гроздов сок
Гроздовият сок или още гроздова мъст се получава при преработката на различни сортове грозде. Запазва се продължително време чрез пастьоризация (загряване до 75 °C за 15 до 20 минути), филтруване чрез стерилизиращи филтри (ЕК), химически консерванти (например в миналото се използва 0,1 % натриев бензоат) и други. Производството на гроздов сок е начин за съхранение на ценните продукти в гроздето чрез безалкохолни продукти.

### Олио от гроздови семки
Олиото от гроздови семки е органичен продукт, мазнина, добита чрез пресоване на семки от грозде. То намира приложение в кулинарията и е подходящо за високотемпературна обработка на храни. Става популярно и като салатно олио. Един литър олио се получава от 40 кг. семки, което отговаря на 2 тона грозде.

### Екстракт от гроздови семки
Екстрактът на гроздовите семена е промишлен екстракт, получаван от цели семки и съдържащ проантоцианидин. Класическият метод за извличане включва екстракция с органични разтворители като ацетон, етил ацетат и метанол. Използват си методи с гореща вода, но те не са толкова ефективни.

### Лозови листа
Едно от националните ястия в България и по света са лозовите сарми – ястие, което има много различни варианти, както в България така и в чуждестранната кухня.

### Стафиди
Стафидата представлява гроздов плод, който е изсушен, след като е набран от растението. Стафидите имат вкус, наподобяващ прясното грозде, но са много по-сладки. Стафидите може да съдържат до 72% захари, по-голямата част от които са фруктоза и глюкоза. Те съдържат около 3% протеини и 3,7%–6,8% фибри. Стафидите имат високо съдържание на антиоксиданти, но имат по-ниско съдържание на витамин С от прясното грозде и не съдържат холестерол.

## Значение за здравето

### Френски парадокс
Под френски парадокс се разбира едно сравнително ниско ниво на сърдечно-съдови и онкологични заболявания при жителите на Франция въпреки висококалорийното и богато на мазнини хранене при тях. Има различни хипотези за обяснение на това явление и едно от най-разпространените обяснения е това, че те употребяват редовно макар и не големи количества червено сухо вино. Изследването на този парадокс включва и изследване влиянието на различни съставки на червеното вино и червеното грозде върху здравето на човека. Едно от елементарните обяснения е в положителното влияние на малки количества алкохол, който въздейства съдоразширяващо и има благотворно влияние при умерена употреба. Има и други рационални обяснения: При разглеждане на начина на хранене на французите се вижда, че то се доближа до средиземноморската диета – с използването на свежи плодове и зеленчуци, зехтин, риба и с малко съдържание на захари. Като важен фактор е и не само разнообразната и балансирана кухня, а и отношението на французите към храната: като удоволствие и важна част от деня, което ги избавя от стреса..

### Ресвератрол
Ресвератролът (3,5,4-трихидрокси-транс-стилбен), вид естествен фенол и фитоалексин с антиоксидантни свойства, който се произвежда по естествен път от няколко вида растения, когато те биват атакувани от патогени като бактерии и гъби. Той се извлича от ципата на червеното грозде и други плодове. Червеното вино обаче съдържа много малка част от него, от порядъка на един милиграм на чаша вино.

## Токсикология
Консумирането на грозде и стафиди е опасно за кучетата. При консумация на грозде и стафиди има голяма вероятност кучетата да развият остра бъбречна недостатъчност и спиране на отделянето на урина, което може да е фатално. Няма изследвания коя е причината за това заболяване. Наблюдавани са и случаи с отравяне на котки. Предполагаемата доза за токсичност е около 10 грама грозде на килограм тегло или 2,8 грама стафиди.

## Антиалкохолна борба
В историята на лозарството има случаи, когато борбата с употребата на алкохол се превръща в борба с винарството. През 1985 година в СССР започва антиалкохолна кампания. Като следствие от тази кампания, започната от Михаил Горбачов, жертва падат около една трета от лозовите насаждения в Съветския съюз. И въпреки че основната цел на тази кампания е намаляването на консумацията на водка и силни алкохолни напитки като резултат се стига до унищожаване на производството на грозде и вино. Унищожават се лозови насаждения в Русия, Молдова, Украйна и други републики на СССР, включително и тези с ценни сортове. Засегнати са също така и износът на продукция от България, Унгария и други.

## В изкуството
- От едни от най-старите открити натюрморти като тези от фреските на Помпей до най-съвременните, често гроздето е от интерес за творците. От там може да се сравни и развитието на външния вид на зърната с течение на времето.
- Картината на Ван Гог „Червеното лозе“ е може би единствената, продадена докато е художникът е жив.
- В своето стихотворение „Посвещение“ поетът Веселин Ханчев казва:

| „ | Пресътвори ги ти като лозата, затворила пространствата в зърна, като дървото в плод, като пчелата, създала мед от пръст и светлина; като жената стенеща, в която по-траен образ дири любовта, | “ |